# 576p
576p là tên viết tắt cho một độ phân giải hiển thị video. p là viết tắt của Progressive scan(quét lũy tiến), tức là không quét xen kẽ thì 576 cho độ phân giải dọc của 576 pixel, thường với độ phân giải ngang 720 hoặc 704 pixel. Các tỷ lệ khung hình có thể được đưa ra một cách rõ ràng sau chữ cái p.

## 576p25
576p25 có tốc độ khung hình 25 khung hình mỗi giây và do đó sử dụng cùng băng thông và mang cùng một lượng dữ liệu pixel như 576i; như vậy, 576p25 được coi là định nghĩa tiêu chuẩn. Nó có thể được sử dụng trên các hệ thống PAL hoặc SECAM tương tự, trong đó nó có thể được vận chuyển dưới dạng tín hiệu 576i với cả hai trường xen kẽ tương ứng với một khung duy nhất. PALplus hỗ trợ nó thông qua cờ tín hiệu chế độ "phim". Nó cũng có thể được vận chuyển bằng cả hai định dạng truyền hình kỹ thuật số chính, ATSC và DVB, và trên DVD.

## 576p50
Với độ phân giải thời gian tăng gấp đôi, 576p50 được coi là truyền hình độ nét cao (EDTV), bất kể hình ảnh được thu nhỏ giống như khung hình xen kẽ. Ở một số nước, chẳng hạn như Úc, tiêu chuẩn độ phân giải 576p được về mặt kỹ thuật được coi là độ nét cao và đã được sử dụng bởi các SBS (SBS TV) (16: 9 định dạng đã tỉ lệ 1,468), cuối cùng thay thế bởi 720p cho cao -definition subchannel; SBS sau đó đổi thành sử dụng 1080i. Các Bảy Mạng ban đầu sử dụng 576p cho subchannel độ nét cao của nó, nhưng bây giờ sử dụng 1080i để thay thế.
Các khung hình được nhân đôi (từ nguồn 25 khung hình) khi phát (để tránh nhấp nháy) cho các thiết bị hiển thị thiếu bất kỳ loại khả năng nhân đôi khung hình nào. Vật liệu màn hình rộng 16: 9 chỉ có chiều rộng được thu nhỏ để phù hợp với 720 pixel thay vì chiều rộng 1024 không được tính. SMPTE 344M xác định tiêu chuẩn 576p50 với tốc độ dữ liệu gấp đôi BT.601, sử dụng các pixel hoạt động 704 × 576 với các pixel trống ngang 16 x 576.

### Tivi
- EDTV,
- LDTV, VCD, HTV
- HDTV, HD DVD, DVD, HDV
- SDTV, SVCD, BD, DV